# Meike Hauck
Meike Hauck (* 1977 in Freiburg im Breisgau) ist eine deutsche Theater- und Drehbuchautorin.

## Biografie
Meike Hauck studierte Theater- und Filmwissenschaften, Journalistik und Soziologie in Leipzig und Berlin und ab 2000 Szenisches Schreiben an der Universität der Künste Berlin. Ihr erstes Stück Blauer Himmel über das unmittelbare Erleben der Katastrophe des 11. September wurde 2003 von Radio Bremen als Hörspiel produziert. Es folgten die Stücke Mad in America, uraufgeführt am Staatstheater Mainz unter der Regie von Wulf Twiehaus und Hund frisst Gras, erstmals am Staatstheater Stuttgart unter der Regie von Claudia Bauer aufgeführt.
Gemeinsam mit Matthias Luthardt schrieb sie das Drehbuch zum Kinofilm Pingpong, für das sie 2006 mit dem Förderpreis Deutscher Film beim Münchener Filmfest und beim Filmfestival Cannes im Rahmen der Semaine de la Critique mit dem SACD-Drehbuchpreis des französischen Autoren- und Komponistenverbandes ausgezeichnet wurde.
Im Jahr 2007 schrieb sie zahlreiche Artikel für das Feuilleton der Frankfurter Allgemeinen Sonntagszeitung. Gemeinsam mit Clemens Schönborn verfasste sie das Drehbuch für den MDR-Tatort Rendezvous mit dem Tod und gemeinsam mit der Regisseurin Bettina Blümner das Theaterstück Familienrat, das im Januar 2011 am Theater Hebbel am Ufer in Berlin uraufgeführt wurde. 2018 führte sie Regie bei dem von ihr verfassten Kurzfilm Mit wem, wenn nicht jetzt. Meike Hauck verfasste das Drehbuch für die Verfilmung des Romans Die Mittagsfrau. Der Film kam im September 2023 in der Regie von Barbara Albert in die Kinos.
Von 2011 bis 2018 war sie Dozentin für Drehbuchschreiben im Studiengang Drehbuch/Dramaturgie der Filmuniversität Babelsberg Konrad Wolf in Potsdam. Seit 2021 ist sie dort Professorin für Stoffentwicklung.
Meike Hauck lebt in Berlin.

## Filmografie
- 2006: Pingpong
- 2011: Tatort – Rendezvous mit dem Tod
- 2020: Mit wem, wenn nicht jetzt (Kurzfilm, Buch und Regie)
- 2023: Die Mittagsfrau (Drehbuch)[2]

## Theaterstücke
- 2004: Mad in America
- 2006: Hund frisst Gras
- 2011: Familienrat

## Hörspiel
- 2003: Blauer Himmel